# Provvedimento pastorale
Il provvedimento pastorale, nel contesto della Chiesa cattolica negli Stati Uniti d'America, si riferisce a una serie di pratiche e norme che consentono ai vescovi di fornire assistenza spirituale ai cattolici romani provenienti dalla tradizione anglicana istituendo parrocchie e ordinando sacerdoti per le loro esigenze.
Il provvedimento fu autorizzato da papa Giovanni Paolo II nel 1980 e annunciato nel 1981 in risposta alle richieste degli ex appartenenti alla Chiesa episcopale degli Stati Uniti d'America e dei membri delle congregazioni delle altre Chiese della Comunione anglicana. Esso permetteva ai vescovi diocesani di istituire parrocchie personali per gli ex-anglicani che utilizzano forme liturgiche con alcuni elementi della liturgia anglicana. Queste liturgie sono conosciute come uso anglicano del rito romano e sono oggi contenuti nella messale Divine Worship: The Missal.
Il provvedimento consente anche ai vescovi di ordinare sacerdoti diocesani ex membri del clero anglicano anche se sposati quando la Santa Sede concede una dispensa dalla regola che richiede che i preti cattolici di rito latino siano celibi.
Dal 1981 oltre cento ordinazioni si sono svolte sotto il provvedimento pastorale e sono state istituite diverse parrocchie personali nelle diocesi. A partire dal 2012 la maggior parte di queste parrocchie sono state trasferite dalle loro diocesi in una nuova giurisdizione nazionale, l'ordinariato personale della Cattedra di San Pietro. Nel 2017 la Santa Sede ha ordinato che tutte le parrocchie all'interno del provvedimento pastorale entrino nell'ordinariato personale nordamericano. Attualmente solo una parrocchia di Boston rimane regolata dal provvedimento pastorale, dopo che una parrocchia di San Antonio è stata trasferita all'ordinariato. Si prevede che presto anche la congregazione di Boston sarà trasferita, facendo decadere ufficialmente il provvedimento pastorale.

## Origini
Nell'articolo intitolato The Pastoral Provision for Roman Catholics in the U.S.A. il reverendo Jack D. Barker traccia le origini della richiesta a un accordo simile accordo al movimento di Oxford nato in Inghilterra nel XIX secolo e ai più recenti sviluppi della Chiesa episcopale degli Stati Uniti d'America che negli anni '70 aveva cambiato i suoi canoni per quanto riguarda il divorzio, che si rifiutava di prendere una forte posizione pubblica contro l'aborto, che ordinava diaconesse e che aveva aggiunto il cosiddetto Rite II, un rito in lingua contemporanea, al libro delle preghiere comuni. Alcune congregazioni maturarono quindi l'idea di lasciare la chiesa.
Nel 1977 alcuni di quelli che desideravano l'unione con la Chiesa cattolica contattarono alcuni suoi vescovi cattolici, il nunzio apostolico Jean Jadot e la Congregazione per la dottrina della fede a Roma per indagare sulla possibilità che i preti anglicani sposati venissero accolti nel Chiesa cattolica e potessero operare come preti cattolici.
Il 3 novembre 1979, dopo che la Conferenza dei vescovi cattolici e che la Congregazione per la dottrina della fede si erano espresse favorevolmente alle proposte presentate, venne presentata a Roma una formale richiesta di unione per l'accettazione nella Chiesa cattolica romana, per stabilire quali passi fare per eliminare eventuali difetti che potrebbero essere trovate nelle ordinazioni sacerdotali e gli venga concessa la supervisione, la guida e la direzione di un vescovo cattolico. Essi offrirono la fedeltà di tutti i loro cuori, menti e anime, anche "con quella fedeltà il patrimonio anglicano che è stato nostro in quanto compatibile, accettabile e migliorato l'insegnamento cattolico e il culto".
La decisione della Santa Sede venne ufficialmente comunicata in una lettera del 22 luglio 1980 della Congregazione per la dottrina della fede al presidente della Conferenza dei vescovi cattolici degli Stati Uniti che l'ha pubblicata il 20 agosto successivo.

## Struttura
Sebbene l'ammissione degli episcopaliani in questione sia stata considerata come una riconciliazione degli individui, il provvedimento pastorale e il suo statuto dette loro un'identità di gruppo comune.
Tale identità coinvolse la possibilità, dopo un periodo di discernimento con il vescovo locale di rito latino, di essere dotato di qualche tipo di struttura distinta, potessero utilizzare nel gruppo, ma non fuori di esso, una forma di liturgia che manteneva alcuni elementi della liturgia anglicana, i sacerdoti episcopali sposati potessero essere ordinati sacerdoti cattolici, ma non vescovi.
Un delegato ecclesiastico, cattolico e preferibilmente un vescovo, doveva essere nominato per controllare l'attuazione della decisione e rela.

## Attuazione
Nel marzo del 1981 la Santa Sede nominò  delegato ecclesiastico l'allora vescovo di Springfield-Cape Girardeau Bernard Francis Law. Nel 2003 gli è succeduto l'arcivescovo metropolita di Newark John Joseph Myers. A questi nel 2011 è succeduto il vescovo di Fort Worth Kevin William Vann. Padre William H. Stetson, sacerdote dell'Opus Dei, è segretario del delegato ecclesiastico.
Nel 1984 la Congregazione per il culto divino e la disciplina dei sacramenti approvò provvisoriamente per la liturgia del gruppo il  Book of Divine Worshipche venne definitivamente approvato nel 1987. Questo libro contiene elementi dell'edizione del 1928 del libro delle preghiere comuni, mentre la liturgia eucaristica è tratta dal libro del 1979. Le preghiere eucaristiche sono tratte dal Messale Romano e dall'antico rito di Sarum (con le parole dell'inglese moderno).
La preoccupazione per i rapporti ecumenici con la Chiesa episcopale degli Stati Uniti d'America impedì all'arcivescovo di Los Angeles di autorizzare l'istituzione nella sua arcidiocesi di parrocchie personali previste dal provvedimento personale nonostante le richieste di due congregazioni, i cui membri superavano per numero quello di altre congregazioni per le quali in altre diocesi erano state erette parrocchie delle provvedimento. I membri delle congregazioni vennero informati che avrebbero potuto essere ricevuti solo come membri delle ordinarie parrocchie cattoliche esistenti.
Furono istituite solamente sette parrocchie personali, ma dal 1983 oltre 80 ex sacerdoti anglicani furono ordinati per il ministero sacerdotale in varie diocesi cattoliche degli Stati Uniti.
Il 1º gennaio 2012 papa Benedetto XVI eresse l'ordinariato personale della Cattedra di San Pietro, una giurisdizione canonicamente equivalente a una diocesi, per gli ex anglicani negli Stati Uniti e in Canada e nominò il reverendo Jeffrey Neil Steenson, un sacerdote sposato ordinato nell'ambito del provvedimento pastorale e che prima era stato vescovo del Rio Grande nella Chiesa episcopale. Successivamente gli concesse il titolo di protonotario apostolico, il grado più alto per un presbitero. L'ordinario è canonicamente equivalente a un vescovo diocesano ma può ricevere l'ordinazione episcopale solo se è celibe. Il 24 novembre 2015 papa Francesco nominò ordinario con dignità episcopale monsignor Steven Joseph Lopes. L'ordinariato ha una facoltà parallela nel trattare le petizioni dalla dispensa dalla norma del celibato per l'ex clero anglosassone e protestante, ma il provvedimento pastorale rimane in vigore per il clero anglosassone sposato che ha chiesto l'ordinazione presbiterale cattolica in una diocesi locale piuttosto invece che all'rdinariato.

## Sacerdoti sposati
Almeno dagli inizi degli anni '50 a ex anglicani, luterani e membri del clero di altre confessioni che avevano chiesto di entrare in comunione con la Chiesa cattolica furono concesse deroghe alla norma del celibato, una pratica ribadita da papa Paolo VI nella sua enciclica del 1967 Sacerdotalis Caelibatus.
I papi, anche precedenti a Pio XII, ordinariamente dispensavano dalla norma del celibato clericale i membri dell'ex clero anglosassone e protestante, ma le petizioni per tali dispense furono relativamente poche fino al 1976 quando la Chiesa episcopale degli Stati Uniti d'America deliberò di conferire l'ordinazione sacerdotale anche alle donne. A quel tempo i membri del clero episcopale che non voleva accettare il cambiamento - inclusi molti con la loro intera congregazione - cercò l'ordinazione nella Chiesa cattolica romana e il permesso di utilizzare una forma sostanzialmente anglicana della liturgia. Papa Giovanni Paolo II rispose a queste richieste promuovendo il cosiddetto "provvedimento pastorale" e istituendo un delegato ecclesiastico per facilitare il trattamento dell'impatto relativamente improvviso delle richieste provenienti dagli Stati Uniti.
A partire dal novembre del 2012, circa settanta uomini sposati furono ordinati sacerdoti sotto il provvedimento pastorale. Questo numero non include le richieste presentate dall'ex clero protestante, le cui petizioni per la dispensa dalla norma del celibato continuano a passare attraverso i canali normali. La maggior parte dei sacerdoti diocesani sposati storicamente non operarono come parroci delle parrocchie diocesane, anche se ora esistono alcune eccezioni. Alcuni sacerdoti lavorano nelle occupazioni secolari per sostenere le loro famiglie ma la maggioranza serve come cappellani o con ruoli didattici o amministrativi.

## Parrocchie
Attualmente solamente la congregazione della chiesa di Sant'Atanasio a Boston è regolata dalle norme del provvedimento pastorale.

## Risultati e sfide future
Mentre si può dire che l'esperienza del provvedimento pastorale ha avuto successo, le sfide derivanti dai diversi ambienti culturali del celibato e del clero sposato rimangono. Ad esempio, gli stipendi dei sacerdoti del clero cattolico non sono adatti alle esigenze di uomini sposati. La dimensione del gregge è un altro problema. Una parrocchia media della Chiesa episcopale potrebbe avere anche meno di duecento famiglie, nella Chiesa cattolica sono comuni le parrocchie di più di mille famiglie. Nonostante a un sacerdote sposato sia vietato operare in un ambiente parrocchiale, il suo carico di lavoro come sacerdote cattolico potrebbe essere di solito molto più grande, sia come cappellano di ospedale o in un'università. Essi possono inoltre operare come sacerdoti ausiliari nel fine settimana. Molti svolgono un servizio del genere e il lavoro pastorale è in genere molto intenso. Questo può portare, e in alcuni casi ha portato, a gravi ripercussioni sulla vita coniugale. 

## Fuori dagli Stati Uniti
Il provvedimento pastorale per gli ex episcopaliani è limitato agli Stati Uniti ma anche in altri paesi ci sono ex membri del anglicano che sono diventati preti cattolici sposati. Il Toronto Star riferì che in Canada circa una mezza dozzina di ex sacerdoti anglicani sposati stavano operando nelle parrocchie cattoliche. Uno di questi, padre Rick McKnight, venne citato come contrario all'abolizione del celibato sacerdotale per i sacerdoti. Egli è oggi sacerdote presso la parrocchia di Nostra Signora delle Grazie ad Aurora, nell'Ontario, e cappellano della St Basil the Great College School di North York.